# 李时亮
李时亮（1980年—），北京人，中国非物质文化遗产药香第五代传承人。
2011年，李时亮获得了联合国教科文民间艺术国际组织（IOV）颁发的“中国最美手工艺”和“杰出青年传承人”两个奖项。